# Sevinç Çokum
 (décembre 2023).
La mise en forme du texte ne suit pas les recommandations de Wikipédia : il faut le « wikifier ».
Les points d'amélioration suivants sont les cas les plus fréquents. Le détail des points à revoir est peut-être précisé sur la page de discussion.
- Les titres sont pré-formatés par le logiciel. Ils ne sont ni en capitales, ni en gras.
- Le texte ne doit pas être écrit en capitales (les noms de famille non plus), ni en gras, ni en italique, ni en « petit »…
- Le gras n'est utilisé que pour surligner le titre de l'article dans l'introduction, une seule fois.
- L'italique est rarement utilisé : mots en langue étrangère, titres d'œuvres, noms de bateaux, etc.
- Les citations ne sont pas en italique mais en corps de texte normal. Elles sont entourées par des guillemets français : « et ».
- Les listes à puces sont à éviter, des paragraphes rédigés étant largement préférés. Les tableaux sont à réserver à la présentation de données structurées (résultats, etc.).
- Les appels de note de bas de page (petits chiffres en exposant, introduits par l'outil «  Source ») sont à placer entre la fin de phrase et le point final[comme ça].
- Les liens internes (vers d'autres articles de Wikipédia) sont à choisir avec parcimonie. Créez des liens vers des articles approfondissant le sujet. Les termes génériques sans rapport avec le sujet sont à éviter, ainsi que les répétitions de liens vers un même terme.
- Les liens externes sont à placer uniquement dans une section « Liens externes », à la fin de l'article. Ces liens sont à choisir avec parcimonie suivant les règles définies. Si un lien sert de source à l'article, son insertion dans le texte est à faire par les notes de bas de page.
- La présentation des références doit suivre les conventions bibliographiques. Il est recommandé d'utiliser les modèles {{Ouvrage}}, {{Chapitre}}, {{Article}}, {{Lien web}} et/ou {{Bibliographie}}. Le mode d'édition visuel peut mettre en forme automatiquement les références.
- Insérer une infobox (cadre d'informations à droite) n'est pas obligatoire pour parachever la mise en page.

Pour une aide détaillée, merci de consulter Aide:Wikification.
Si vous pensez que ces points ont été résolus, vous pouvez retirer ce bandeau et améliorer la mise en forme d'un autre article.
 (décembre 2023).
Sevinç Çokum est une écrivaine, romancière et scénariste turque.

## Biographie
Sevinç Çokum est née en 1943 dans le quartier Beşiktaş d'Istanbul. Après avoir étudié au lycée pour filles de Beşiktaş, elle est diplômée de l'Université d'Istanbul, Faculté des lettres, Département de langue et littérature turques en 1970. Pendant ses études universitaires, elle a fondé l'organisation de jeunesse du district de Beşiktaş du Parti de la justice et en est devenu la présidente,,.
Après avoir obtenu son diplôme, elle a travaillé pendant un certain temps comme professeure de littérature. Cependant, elle se concentre sur son travail d'écriture sous la direction de ses anciens professeurs Mehmet Kaplan et Behçet Necatigil. Sa première histoire (Une vieille voix de rue) a été publiée dans Hisar Magazine en 1972 avec l'aide de Tarık Buğra. Et la même année, le livre d'histoires Les arbres penchés a été publié. Ses histoires et poèmes ont continué à être publiés dans les magazines Yelken, Eflatun et le journal Başkent. Membre de la commission des publications publiques et jeunesse du ministère de la Culture (1975-76), elle a été rédactrice en chef du magazine de littérature turque (1977-79) et directeur des éditions Cönk (1981-1985). Elle a écrit des articles dans le journal Türkiye entre 1990 et 2001. Elle a rejoint le journal Tercüman en 2003. Et pendant trois ans, elle écrit des articles hebdomadaires et prépare des émissions de radio. Elle est la fondatrice de la Fondation littéraire turque et membre de l'Association des journalistes turcs,,.
Dans ses histoires, elle a donné des extraits de la vie des habitants d'Istanbul. Elle a traité de la solitude et de la solidarité. Elle a écrit des œuvres qui mettent l'accent sur l'identité turque et expriment la souffrance des Turcs captifs. Parmi les sujets abordés par l'auteure figurent l'histoire, la migration, la guerre, la quête individuelle, les références autobiographiques, la critique de la classe bourgeoise, les questions politiques et l'immigration,,,,.

## Travaux

### Histoires
- Eğik Ağaçlar (1972)
- Bölüşmek (1974)
- Makina (1976)
- Derin Yara (1984)
- Onlardan Kalan (1987)
- Rozalya Ana (1993)
- Beyaz Bir Kıyı (1998)
- Gece Kuşu Uzun Öter (2001)
- Al Çiçeğin Moru (2010)

### Romans
- Zor (1977)
- Bizim Diyar (1978)
- Hilâl Görününce (1984)
- Ağustos Başağı (1989)
- Çırpıntılar (1991)
- Karanlığa Direnen Yıldız (1996)
- Deli Zamanlar (2000)
- Gülyüzlüm (2003)
- Gece Rüzgârları (2004)
- Tren Burdan Geçmiyor (2007)
- Arada Kalmış Tebessüm (2010)
- Lacivert Taşı (2011)

### Essais
- Güzele Bakan Karınca (1997)
- Vaktini Bekleyen Tohum (2000)
- Hevenk - Kayıp İstanbul (2003)

### Scénario
- Beyaz Sessiz Bir Zambak (1987)
- Yeniden Doğmak (1987)
- Çırpıntılar (1991)

### Mémoire
- İskele Gazinosu (2018)

## Liens exetrnes
- Notices d'autorité :   - VIAF
  - ISNI
  - BnF (données)
  - IdRef
  - LCCN
  - GND
  - Pays-Bas
  - Pologne
  - Israël
  - NUKAT
  - WorldCat